# Pheidole cameroni
Pheidole cameroni är en myrart som beskrevs av Mayr 1887. Pheidole cameroni ingår i släktet Pheidole och familjen myror. Inga underarter finns listade i Catalogue of Life.